# 查理斯·魯賓森
查理斯·魯賓森（英語：Charles Robinson，1964年7月2日—），本名查理斯·尚恩·魯賓森（英語：Charles Shane Robinson），是世界摔角娛樂（WWE）旗下職業摔角裁判，並在世界摔角娛樂節目WWE Raw和WWE SmackDown中亮相。
在查理斯·魯賓森的裁判事業中，查理斯·魯賓森是世界摔角娛樂的資深裁判，也曾裁判過多次重要的付費賽事。